# دهستان قهاب شمالی
دهستان قهاب شمالی نام دهستانی در بخش مرکزی شهرستان اصفهان، استان اصفهان در ایران است. براساس سرشماری مرکز آمار ایران در سال ۱۳۸۵، جمعیت آن ۳۳۷۸۴ نفر (۹۰۷۵ خانوار) بوده‌است.